# Margarethakluis
De Margarethakluis (Duits: Margarethenklus of Margaretenklus) is een kapel aan de Wittekindsberg in Barkhausen, een stadsdeel van Porta Westfalica. Vanwege de ligging in het oostelijke deel bij de resten van de Wittekindsvesting (Wittekindsburg) wordt de kapel ook wel Wittekindskapel genoemd.

## Geschiedenis
De eerste vermelding van de kluis dateert uit het jaar 1224 in een oorkonde van bisschop Koenraad van Minden, maar de exacte bouwtijd van de kapel is ongewis. Mogelijk behoorde de kapel tot een Benedictijns klooster, dat door bisschop Milo van Minden werd gesticht en al rond het jaar 1000 werd verplaatst naar Minden.
De kapel werd gewijd aan de heilige Margaretha, een van de veertien noodhelpers. In de middeleeuwen werd de heilige bijzonder vereerd in Minden. In de huidige kerkschat van de dom van Minden bevindt zich van de heilige een armrelikwie uit de 11e eeuw.

## Architectuur
De twee traveeën tellende kapel betreft een rechthoekige zaalbouw van 9,50 meter bij 19 meter in romaanse stijl. In de traveeën werden koepelachtige kruisgraatgewelven tussen de schildbogen aangebracht. Een dwars lopende gordelboog werd later toegevoegd.
De ramen zijn rondbogig en eendelig. Aan de noordelijke kant bevindt zich een toegang. De kapel is met een zadeldak overkapt en heeft een kleine dakruiter.

## Steen met processiekruis
Op de westelijke kant van de kapel bevindt zich een steen met de afbeelding van een processiekruis. Het kruis heeft een hoogte van 1,85 meter en een breedte van 0,65 meter. Het werd in 1932 iets ten noorden van de kapel gevonden, verborgen onder grond en gebladerte.

## Galerij

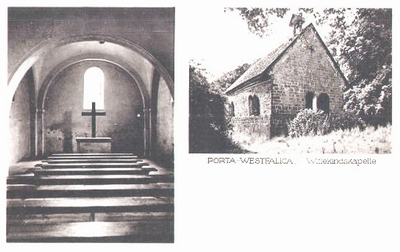
Binnen- en buitenaanzicht (1928)
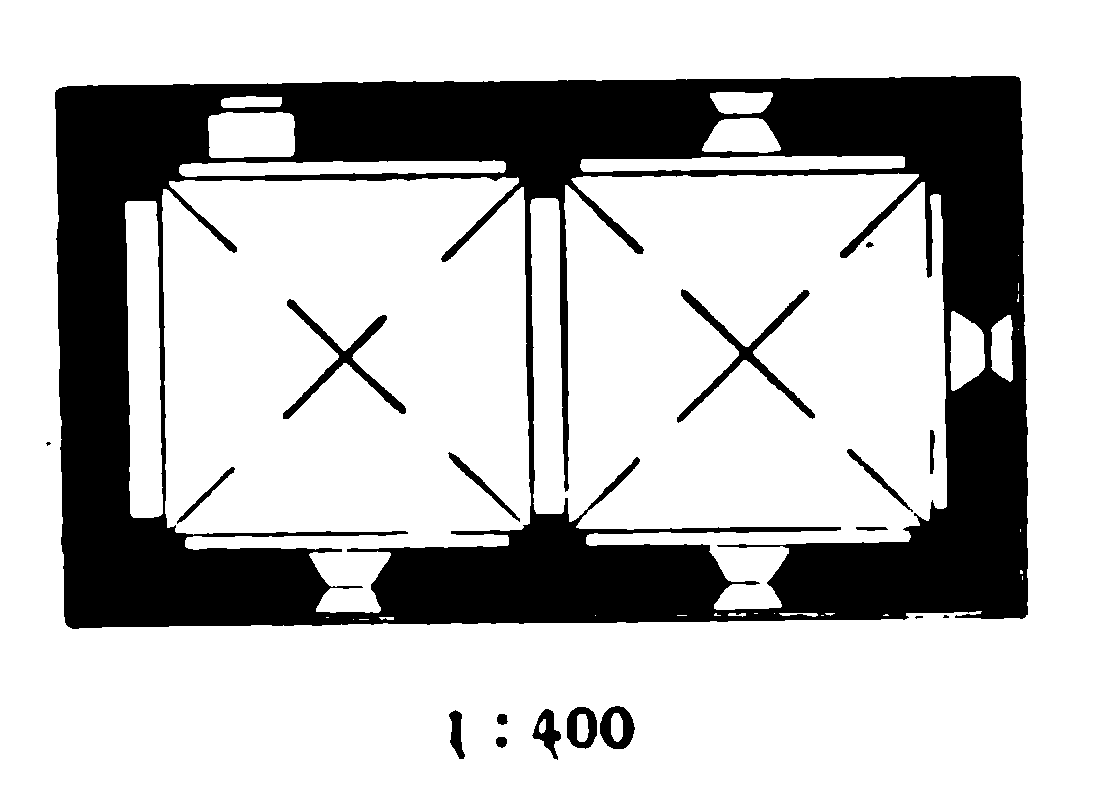
Plattegrond